# Coupe de Suède de football 1982-1983
La coupe de Suède de football 1982-1983 est la 28e édition de la coupe de Suède de football, organisée par la Fédération suédoise de football. Elle est remportée par le tenant du titre, l'IFK Göteborg.

## Phase finale
|  | Quarts de finale          | Quarts de finale      |             |   | Demi-finales         | Demi-finales         |  |  | Finale              | Finale              |
|  | Quarts de finale          | Quarts de finale      |             |   | Demi-finales         | Demi-finales         |  |  | Finale              | Finale              |
|  |                           |                       |             |   |                      |                      |  |  |                     |                     |
|  | 10 avril 1983, Solna      | 10 avril 1983, Solna  |             |   | 4 mai 1983, Göteborg | 4 mai 1983, Göteborg |  |  | 19 juin 1983, Solna | 19 juin 1983, Solna |
|  | 10 avril 1983, Solna      | 10 avril 1983, Solna  |             |   | 4 mai 1983, Göteborg | 4 mai 1983, Göteborg |  |  | 19 juin 1983, Solna | 19 juin 1983, Solna |
|  | AIK Solna                 | 0                     |             |   | 4 mai 1983, Göteborg | 4 mai 1983, Göteborg |  |  | 19 juin 1983, Solna | 19 juin 1983, Solna |
|  | AIK Solna                 | 0                     |             |   | 4 mai 1983, Göteborg | 4 mai 1983, Göteborg |  |  | 19 juin 1983, Solna | 19 juin 1983, Solna |
|  | IFK Göteborg              | 3                     |             |   | 4 mai 1983, Göteborg | 4 mai 1983, Göteborg |  |  | 19 juin 1983, Solna | 19 juin 1983, Solna |
|  | IFK Göteborg              | 3                     | BK Häcken   | 0 |                      |                      |  |  | 19 juin 1983, Solna | 19 juin 1983, Solna |
|  | 10 avril 1983, Växjö      |                       | BK Häcken   | 0 |                      |                      |  |  | 19 juin 1983, Solna | 19 juin 1983, Solna |
|  |                           | IFK Göteborg          | 3           |   |                      |                      |  |  | 19 juin 1983, Solna | 19 juin 1983, Solna |
|  | Östers IF                 | IFK Göteborg          | 3           | 2 |                      |                      |  |  | 19 juin 1983, Solna | 19 juin 1983, Solna |
|  | Östers IF                 |                       |             | 2 |                      |                      |  |  | 19 juin 1983, Solna | 19 juin 1983, Solna |
|  | BK Häcken                 | 3                     |             |   |                      |                      |  |  | 19 juin 1983, Solna | 19 juin 1983, Solna |
|  | BK Häcken                 | 3                     | Hammarby IF | 0 |                      |                      |  |  |                     |                     |
|  | 12 avril 1983, Stockholm  |                       | Hammarby IF | 0 |                      |                      |  |  |                     |                     |
|  |                           | IFK Göteborg          | 1           |   |                      |                      |  |  |                     |                     |
|  | Hammarby IF               | IFK Göteborg          | 1           | 5 |                      |                      |  |  |                     |                     |
|  | Hammarby IF               | 4 mai 1983, Stockholm |             | 5 |                      |                      |  |  |                     |                     |
|  | Sandvikens IF             | 0                     |             |   |                      |                      |  |  |                     |                     |
|  | Sandvikens IF             | 0                     | Hammarby IF | 1 |                      |                      |  |  |                     |                     |
|  | 17 avril 1983, Norrköping |                       | Hammarby IF | 1 |                      |                      |  |  |                     |                     |
|  |                           | IFK Norrköping        | 0           |   |                      |                      |  |  |                     |                     |
|  | IFK Norrköping            | IFK Norrköping        | 0           | 1 |                      |                      |  |  |                     |                     |
|  | IFK Norrköping            |                       |             | 1 |                      |                      |  |  |                     |                     |
|  | Örebro SK                 | 0                     |             |   |                      |                      |  |  |                     |                     |
|  | Örebro SK                 | 0                     |             |   |                      |                      |  |  |                     |                     |

### Quarts de finale
| Date et lieu              | Équipe 1            | Score       | Équipe 2           | Affluence |
| ------------------------- | ------------------- | ----------- | ------------------ | --------- |
| 10 avril 1983, Solna      | AIK Solna (D1)      | 0 – 3       | IFK Göteborg (D1)  | 4 078     |
| 10 avril 1983, Växjö      | Östers IF (D1)      | 2 – 3 a. p. | BK Häcken (D2)     | 758       |
| 12 avril 1983, Stockholm  | Hammarby IF (D1)    | 5 – 0       | Sandvikens IF (D2) | 1 335     |
| 17 avril 1983, Norrköping | IFK Norrköping (D1) | 1 – 0       | Örebro SK (D2)     | 1 596     |

### Demi-finales
| Date et lieu          | Équipe 1         | Score | Équipe 2            | Affluence |
| --------------------- | ---------------- | ----- | ------------------- | --------- |
| 4 mai 1983, Göteborg  | BK Häcken (D2)   | 0 – 3 | IFK Göteborg (D1)   | 2 263     |
| 4 mai 1983, Stockholm | Hammarby IF (D1) | 1 – 0 | IFK Norrköping (D1) | 3 264     |

### Finale
| Date et lieu        | Équipe 1         | Score | Équipe 2          | Affluence |
| ------------------- | ---------------- | ----- | ----------------- | --------- |
| 19 juin 1983, Solna | Hammarby IF (D1) | 0 – 1 | IFK Göteborg (D1) | 13 245    |